# Lars Knudsen
Lars Knudsen é um renomado produtor cinematográfico dinamarquês. Em 2004, ele e o produtor Jay Van Hoy fundaram a Parts & Labor Films, uma produtora dedicada à produção cinematográfica em conjunto e dirigida por Parts & Labor produziu mais de 20 filmes, incluindo Frank & Lola, The Witch, American Honey, Ain't Them Bodies Saints e Beginners , e ajudou a dar vida às histórias de diretores como Andrea Arnold ou Robert Eggers . Em 2016, após 15 anos, Lars e Van Hoy decidiram se separar. Antes do lançamento de Midsommar em junho de 2019, Lars e o diretor Ari Aster anunciaram o lançamento de sua nova produtora, Square Peg. Lars Knudsen é mais conhecido por seu trabalho com : The Witch (2015), Hereditary (2018) e Midsommar (2019).

## Filmografia selecionada
- Old Joy (2006)
- Wild TIgers I Have Known (2006)
- Gretchen (2006)
- Treeless Mountain (2008)
- Lovely, Still (2008)
- The Exploding Girl (2009)
- Cold Weather (2010)
- Shit Year (2010)
- Beginners (2010)
- Here (2011)
- The Loneliest Planet (2011)
- Keep the Lights On (2012)
- Mother of George (2013)
- Ain't Them Bodies Saints (2013)
- Narco Cultura (2013)
- Love Is Strange (2014)
- The Heart Machine (2014)
- Loitering with Intent (2014)
- One More Time (2015)
- The Witch (2015)
- Little Men (2016)
- Complete Unknown (2016)
- Frank e Lola (2016)
- American Honey (2016)
- Love After Love (2017)
- Backstabbing for Beginners (2018)
- Hereditary (2018)
- A Vigilante (2018)
- Midsommar (2019)
- Resurrection (2022)
- The Northman (2022)
- Beau is Afraid (2023)
- Dream Scenario (2023)
- Sasquatch Sunset (2024)